# Paulo Borges (produtor de eventos)
Paulo Borges (São José do Rio Preto, abril de 1962) é o idealizador e diretor criativo do São Paulo Fashion Week. Começou sua carreira no mundo da moda nos anos 80, trabalhando com a jornalista Regina Guerreiro, na Vogue Brasil. Já no início da década de 1990, produziu desfiles para os mais importantes estilistas e marcas brasileiras.
Em 1993, a partir de uma parceria com uma empresa de cosméticos, lançou o Phytoervas Fashion, evento de moda que comandou por 3 anos antes de fundar, em 1997, o Morumbi Fashion, evento que mais tarde veio a se tornar a São Paulo Fashion Week.
Paulo Borges é também CEO do Grupo Luminosidade, que atua nas áreas de marketing estratégico, produção de eventos e de conteúdo, com foco em Moda, cultura e comportamento.